# Finn Wiesner
Finn Wiesner (* 1969 in Berlin) ist ein deutscher Jazzmusiker (Tenorsaxophon).

## Wirken
Wiesner studierte bei Ferdinand Povel am Hilversums Conservatorium der „Amsterdamer Hochschule der Künste“ bis zum Diplom. Er war Gründungsmitglied im J. Moods Quartet, mit dem er 1995 das erste Album aufnahm. Dann ging er nach Deutschland zurück und leitete eigene Gruppen. Er spielte u. a. mit Vincent Herring, Deborah Brown, Gunther Schuller, Lyambiko, Heinrich Köbberling, Marc Muellbauer und Brandicity. Als Komponist und Songwriter arbeitete er auch für Lyambiko.
Wiesner bekleidet seit 2010 eine Professur für Saxophon an der Hochschule für Musik Carl Maria von Weber Dresden. Im Rahmen der Hochschule kam es zu Auftritten mit Till Brönner, Celine Rudolph und Günter Baby Sommer. Er ist weiterhin auf Alben mit Andrej Hermlin & Swing Dance Orchestra, dem Mainstream Orchestra von Helmut Brandt und dem New German Art Orchestra unter Lars Seniuk zu hören.

## Diskographische Hinweise
- Patience (2016, mit Tino Derado, Marc Muellbauer & Heinrich Köbberling)
- Jürgen Hahn-Finn Wiesner Quintett: Project Style (2011)
- Finn Wiesner Trio: City Shadows (2010)
- Odd Ball (2007)
- Let’s Face the Music and Dance (2000)